# Бікаш-парк (станція метро)
Бікаш-парк (угор. Bikas park) — станція Будапештського метрополітену. Станція була відкрита 28 березня 2014 року.
Названа за однойменним парком поруч з яким знаходиться. Станція розташована під рогом вулиць Тетеньї (угор. Tetenyi ut) і Вахот (угор. Vahot utca). Поруч зі станцією розташовані великі житлові мікрорайони району Келенфельд.
Конструкція: однопрогінна з однією прямою острівною платформою.

## Пересадки
- Автобуси: 7, 58, 103, 114, 153, 213, 214, 689, 691, 901, 907
- Трамвай: 1